# Andinci
Andinci (Андинцы, Андийские народы), narod i grupa srodnih naroda avarsko-andodidojske grane dagestanskih naroda naseljenih u području sjeveroistočnog Kavkaza, kojoj uz prave Andince pripadaju i Ahvahci, Bagulali, Botlihci, Godoberinci, Karatinci, Tindalci i Čamalali. Pravi Andinci sami sebe nazivaju Andal (Андал), Andni (Андни),  G'vanal (Гъванал) ili khivannal, prema svome najvećem naselju, ima ih oko 25,000 naseljenih u Dagestanu a služe se s dva andinska dijalekta, gornjoandinski (верхнеандийский) i donjoandinski (нижнсандийский).
Plinije stariji Andince spominje još u prvom stoljeću nove ere. Islam je uveden u 14. stoljeću, ali slično ostalim kavkaskim narodima provode ga zajedno s vjerovanjem u magiju i različite duhove. Nakon prisjedinjenja Dagestana Rusiji učestvuju i u kavkaskom ratu. 
Kako u jezičnom, tako i u zemljopisnom i kulturnom pogledu razlikujemo Gornje i Donje Andince, od kojih se Gornji bave planinskim stočarstvom i agrikulturom, a Donji su se specijalizirali u povrtlarstvu. Nošnja je ista kao i avarska. kako su vješti jahači, galopiranje je njihova tradicionalna zabava.

## Vanjske poveznice
- The Andins
- The Andis